# Claude Haas
Claude Haas (Strasburgo, 30 aprile 1933) è un ex pallanuotista francese.
Ha partecipato, come membro della Francia, alle Olimpiadi di Roma 1960, partecipando al torneo di pallanuoto.